# Ivan Tsonov
Ivan Tsonov (búlgar: Иван Николов Цонов) (pronunciació en : //i'van ʦo'nov//) (província de Plòvdiv, 31 de juliol de 1966) és un lluitador búlgar, ja retirat, especialista en lluita lliure, que va competir durant les dècades de 1980 i 1990.
El 1988 va prendre part en els Jocs Olímpics d'Estiu de Seül, on guanyà la medalla de plata en la competició del pes mini mosca del programa lluita lliure. El 2000, als Jocs de Sydney, fou dinovè en la competició del pes gall del programa lluita lliure.
En el seu palmarès també destaquen sis medalles al Campionat d'Europa de lluita, una d'or, tres de plata i dues de bronze, entre el 1990 i 1999.